# 閃鋅礦
闪锌矿（英語：Sphalerite）是一种硫化物矿物，化学式为ZnS。它是最重要的锌矿石。闪锌矿存在于多种矿床类型中，但主要存在于沉积喷流型、密西西比河谷型和块状硫化物矿床中。它与方铅矿、黄铜矿、黄铁矿（和其他硫化物）、方解石、白云石、石英、菱锰矿和萤石伴生。
德国地质学家欧内斯特·弗里德里希·格洛克在1847年最早发现了闪锌矿，并根据希腊语sphaleros命名，意思是“欺骗”，因为这种矿物难以识别。
除锌外，闪锌矿是镉、镓、锗和铟的矿石。铁闪锌矿（英語：Marmatite）是一种不透明的黑色品种，含铁量高。

## 晶体习性和结构

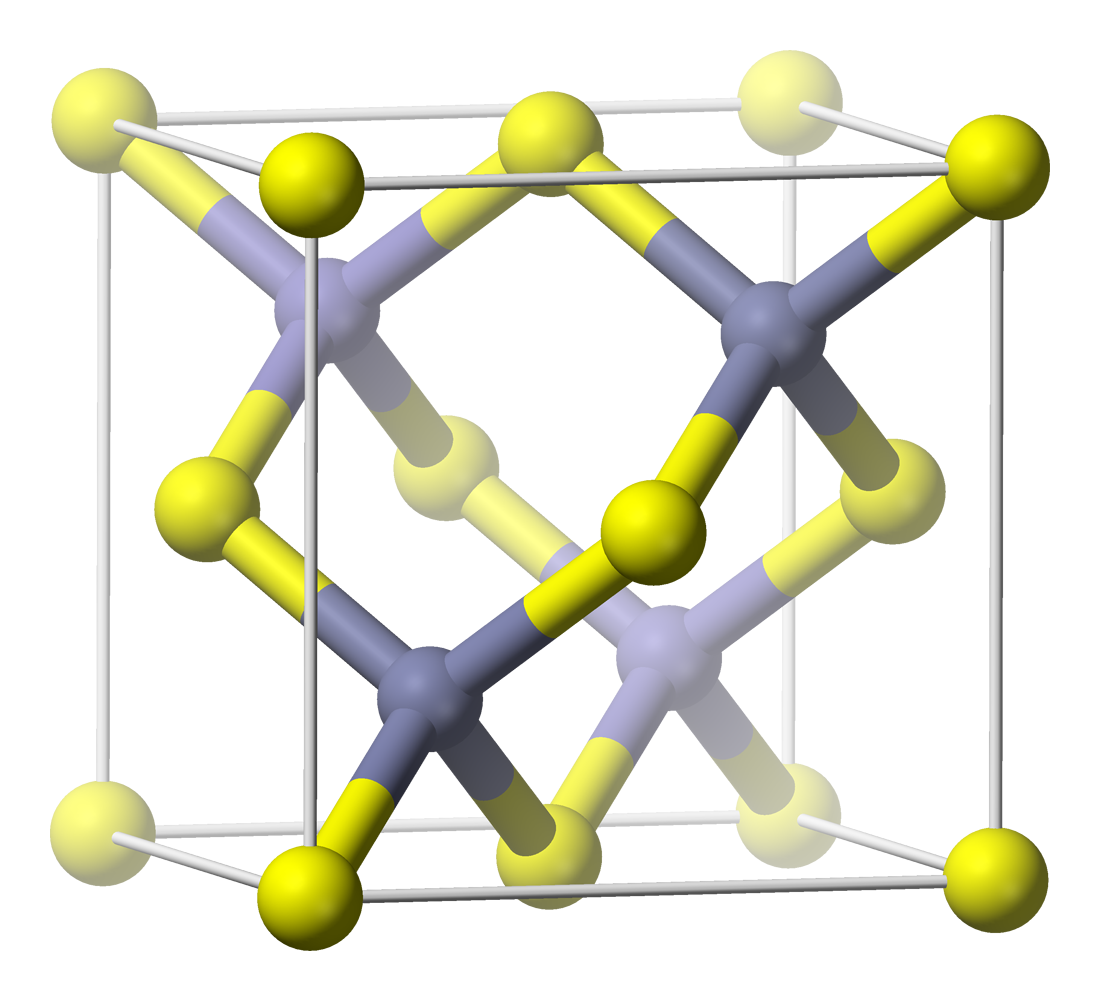
闪锌矿的晶体结构

闪锌矿以面心立方闪锌矿结构结晶，这种结构以此矿物命名。该结构属于六面体晶体种类（空间群F43m）。在结构中，硫和锌（或铁离子）都占据了面心立方晶胞的点，两个晶格相互位移，而硫原子与它们呈四面体配位。反之亦然。与闪锌矿相似的矿物包括闪锌矿族中的矿物，包括闪锌矿、碲汞矿、方硫镉矿、黑辰砂、方硒锌矿和灰硒汞矿。这种结构与金刚石结构密切相关。闪锌矿的六方晶型是纤锌矿。纤锌矿是较高温度的多形体，在高于1,020 °C（1,870 °F）的温度下稳定。闪锌矿晶体结构中硫化锌的晶格常数为0.541nm。闪锌矿可被发现为假晶型，其晶体结构为方铅矿、黝铜矿、重晶石和方解石。闪锌矿可以有尖晶石规则孪晶，其中孪晶轴为[111]。
闪锌矿的化学式为(Zn,Fe)S；铁含量一般随着地层温度的升高而上升，最高可达40%。该材料可以被认为是二元端点ZnS和FeS之间的三元化合物，其成分为ZnxFe(1-x)S，其中x的范围可以从1（纯ZnS）到0.6。
所有天然闪锌矿都含有一定浓度的各种杂质，一般在晶格中取代锌的阳离子位置；最常见的阳离子杂质是镉、汞和锰，但镓、锗和铟也可能以相对较高的浓度存在（数百至数千ppm）。镉可以替代高达1%的锌，而锰通常存在于具有铁丰度高的闪锌矿中。阴离子位置的硫可以被硒和碲取代。这些杂质的丰度受闪锌矿形成的条件控制；地层温度、压力、元素可用性和流体成分是重要的控制因素。

## 特性

### 物理性质
闪锌矿具有完美的十二面体解理，有六个解理面。在纯粹的形式中，它是一种半导体，但随着铁含量的增加而转变为导体。 在矿物硬度的莫氏硬度范围内，它的硬度为3.5 - 4 。
它可以通过完美的解理、独特的树脂光泽和深色品种的红棕色条纹与类似矿物区分开来。

### 光学特性

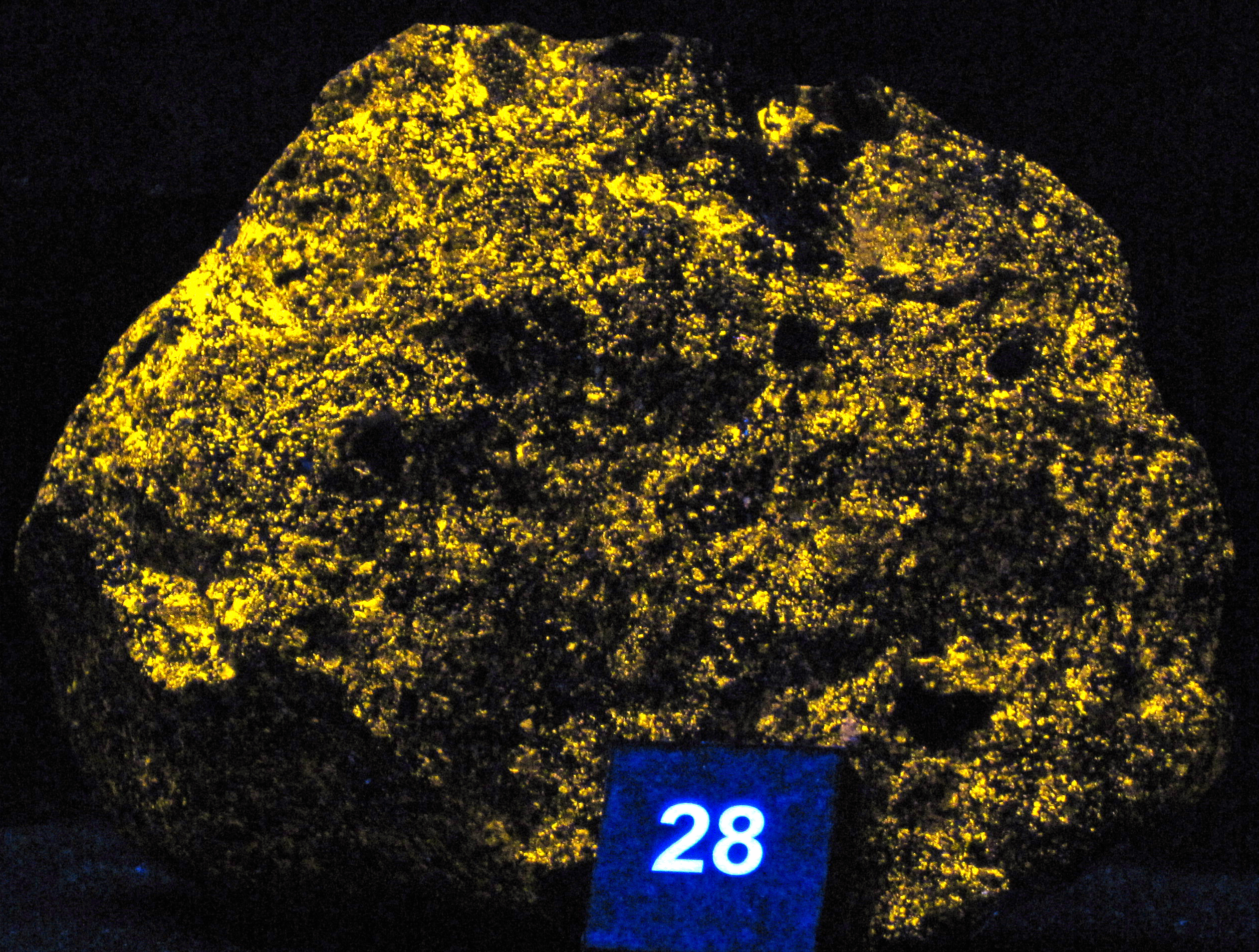
闪锌矿在紫外光下发出荧光。（森肯伯格自然历史博物馆）

纯净的硫化锌是一种宽带隙半导体，带隙约为3.54电子伏特，这使得纯物质在可见光谱中是透明的。增加铁含量会使材料变得不透明，而各种杂质可以赋予晶体多种颜色。在薄片中，闪锌矿呈现出非常高的正浮凸，呈无色至淡黄色或棕色，无多色性。
根据杂质的不同，它会在紫外线下发出荧光。
闪锌矿的折射率（通过钠光测量，平均波长589.3 nm）从纯ZnS时的2.37到铁含量为40%时的2.50不等。闪锌矿在交叉偏振光下是各向同性的，但如果闪锌矿与其多形体纤锌矿共生，则会发生双折射；双折射可以从0（0%纤锌矿）增加到0.022（100%纤锌矿）。

## 用途

### 金属矿石
闪锌矿是重要的锌矿石；大约95%的原生锌是从闪锌矿中提取的。然而，由于其微量元素含量可变，闪锌矿也是其他几种金属的重要来源，例如替代锌的镉、镓、锗、和铟。这种矿石最初被矿工称为blende（来自德语blind或deceiving），因为它类似于方铅矿，但不产生铅。

### 黄铜和青铜
闪锌矿中的锌用于生产黄铜，这是一种铜与3 – 45%锌的合金。黄铜物体的合金主要元素成分提供了证据，证明闪锌矿被伊斯兰用于生产黄铜，早在公元7世纪至16世纪之间的中世纪时代。 在公元12世纪至13世纪（晋朝）中国北方的黄铜胶结过程中也可能使用了闪锌矿。与黄铜类似，闪锌矿中的锌也可用于生产某些类型的青铜；青铜主要是铜与锡、锌、铅、镍、铁和砷等其他金属形成合金。

### 其他
- 镀锌铁 – 闪锌矿中的锌用作保护涂层，以防止腐蚀和生锈；用于输电塔、钉子和汽车。[30]
- 电池[31]
- 宝石[32][33]

## 圖集

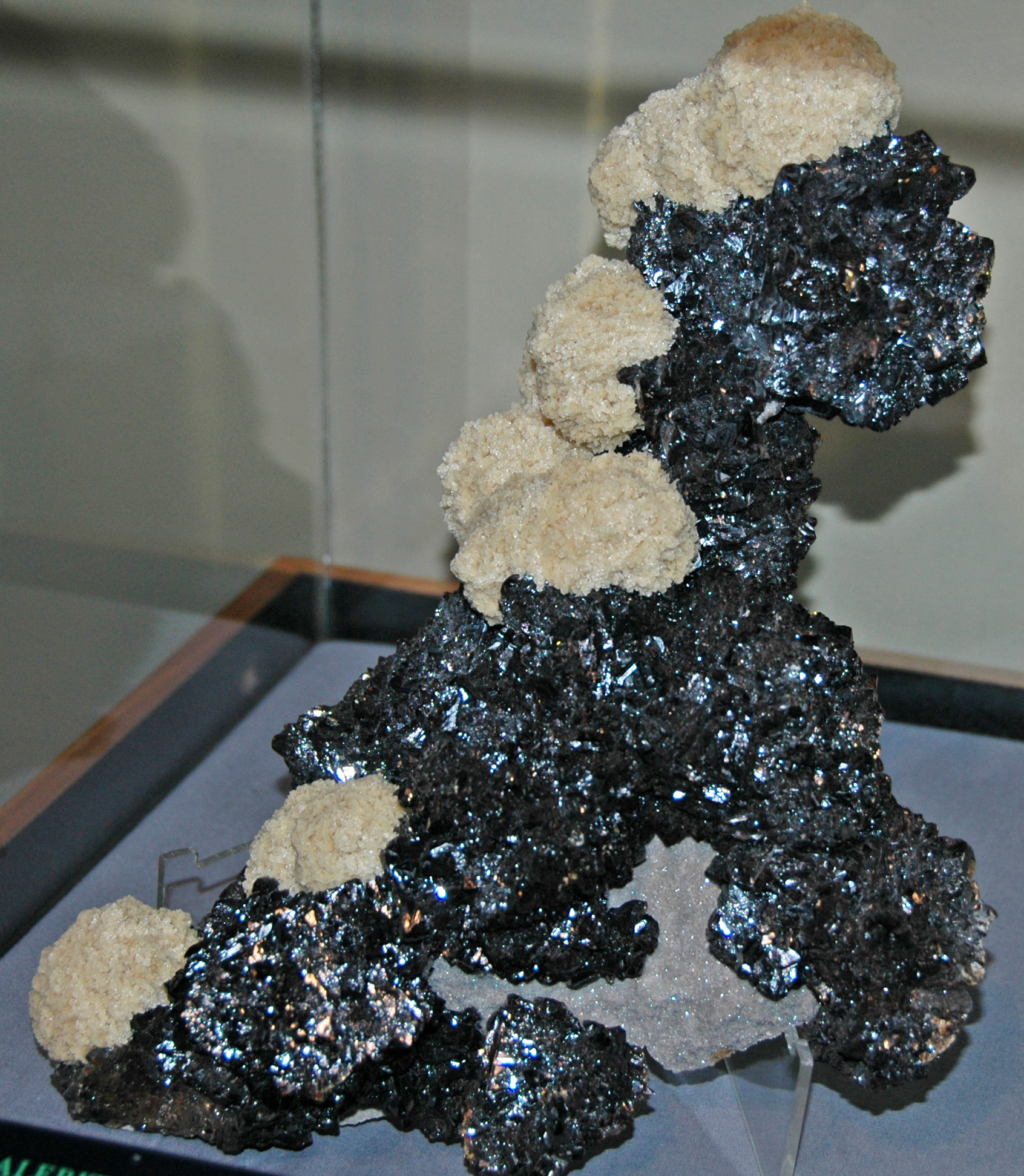
美国田纳西州坎伯兰矿的闪锌矿和重晶石
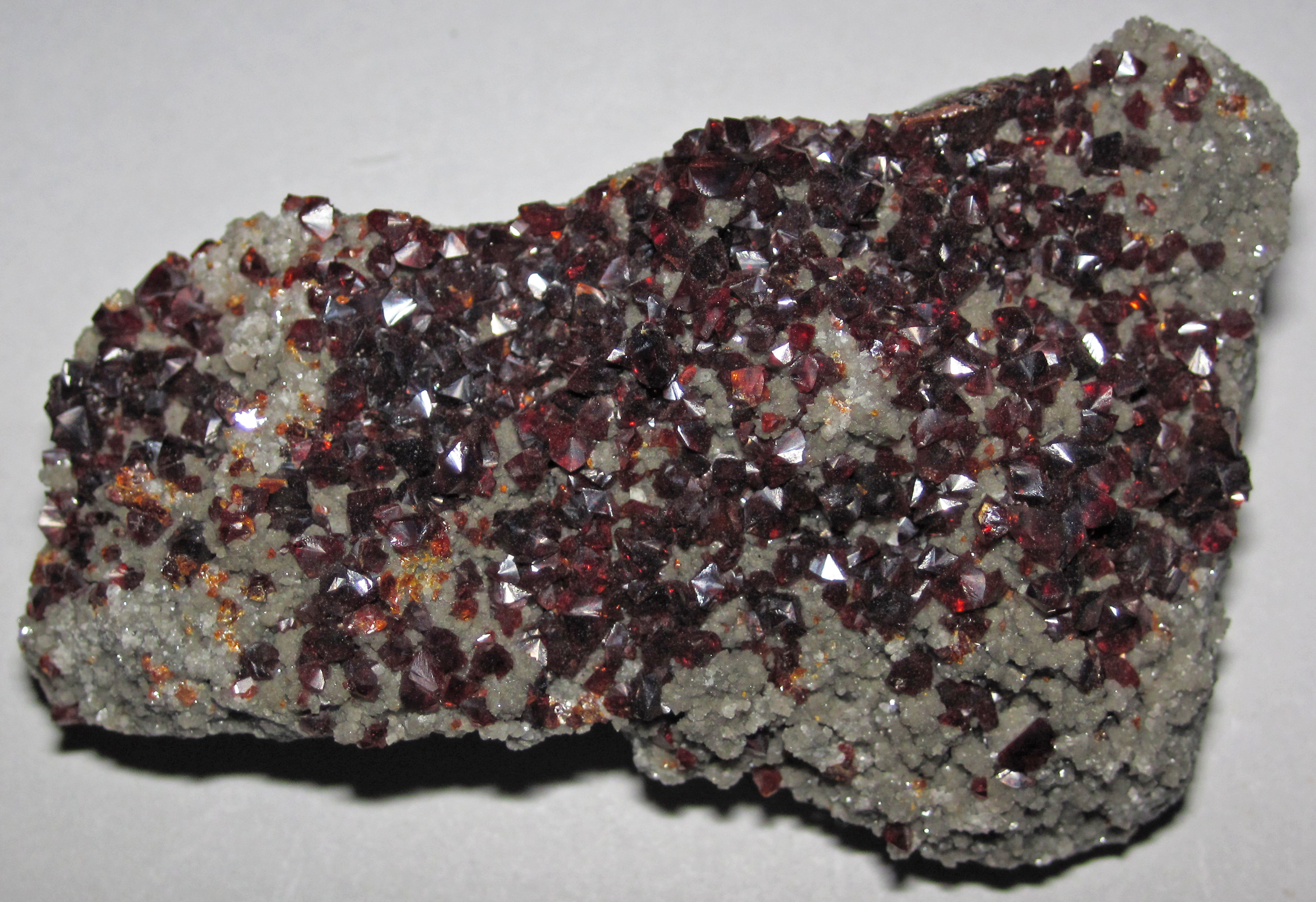
白云石上的闪锌矿，来自美国俄亥俄州米勒斯维尔采石场
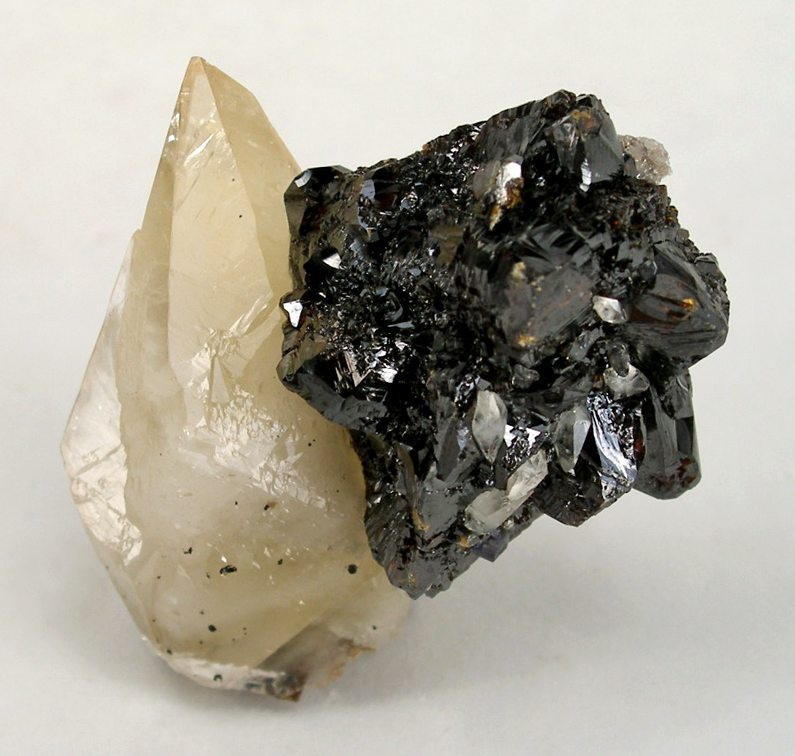
附在黑色闪锌矿晶簇上的棕褐色方解石晶体
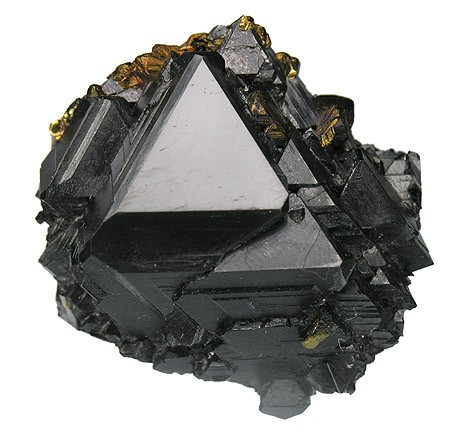
来自美国科罗拉多州乌雷区特柳赖德Idarado矿的尖锐四面体闪锌矿晶体和少量伴生黄铜矿
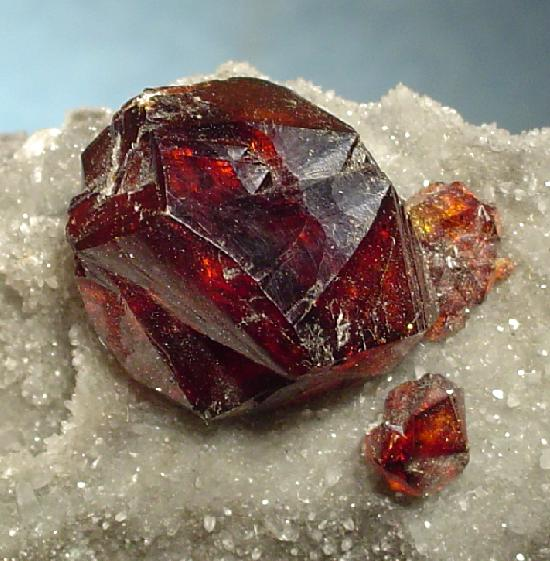
来自中国湖南省的宝石级双晶樱桃红色闪锌矿晶体（1.8 cm）
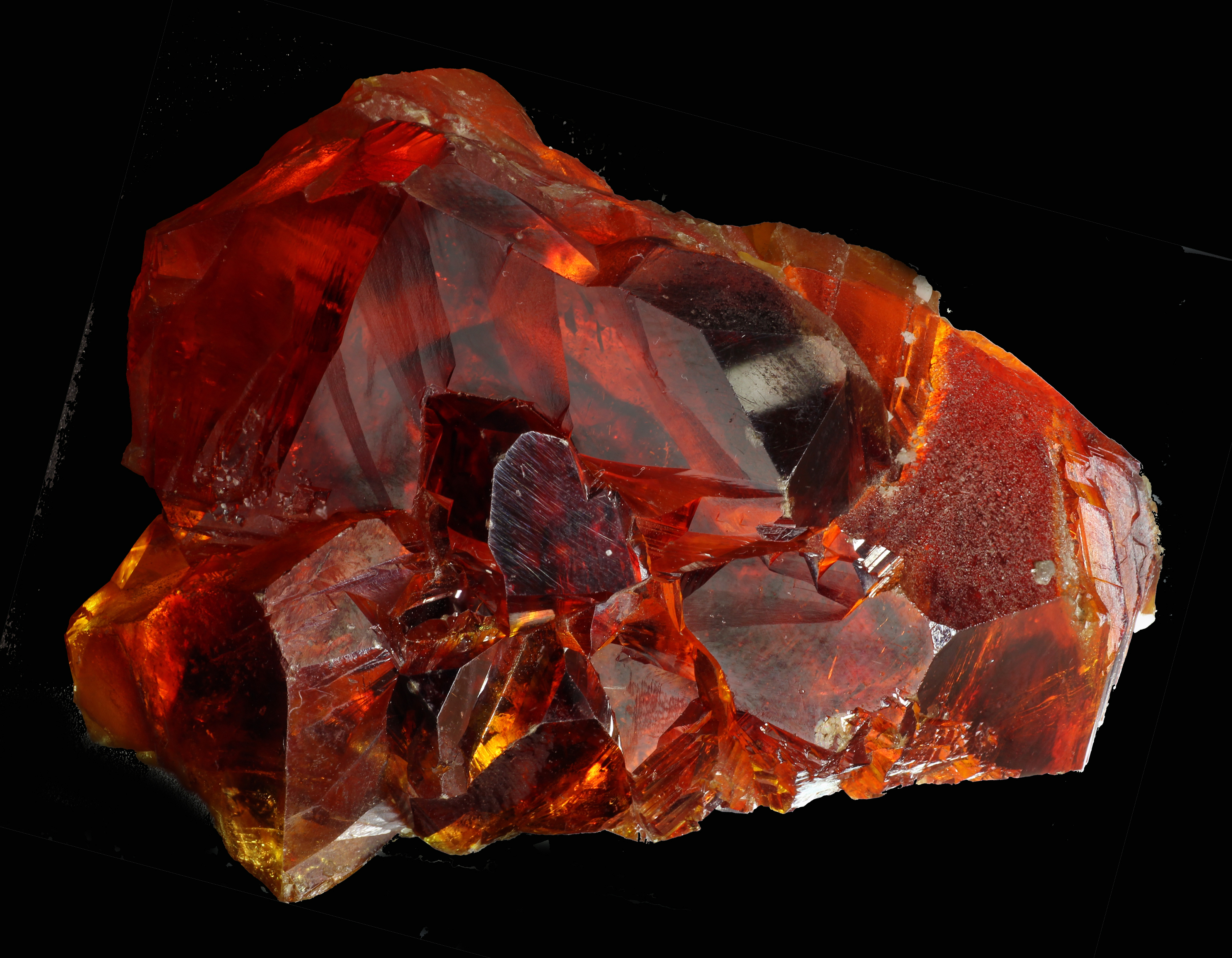
来自西班牙坎塔布里亚卡马莱尼奥Áliva的闪锌矿晶体
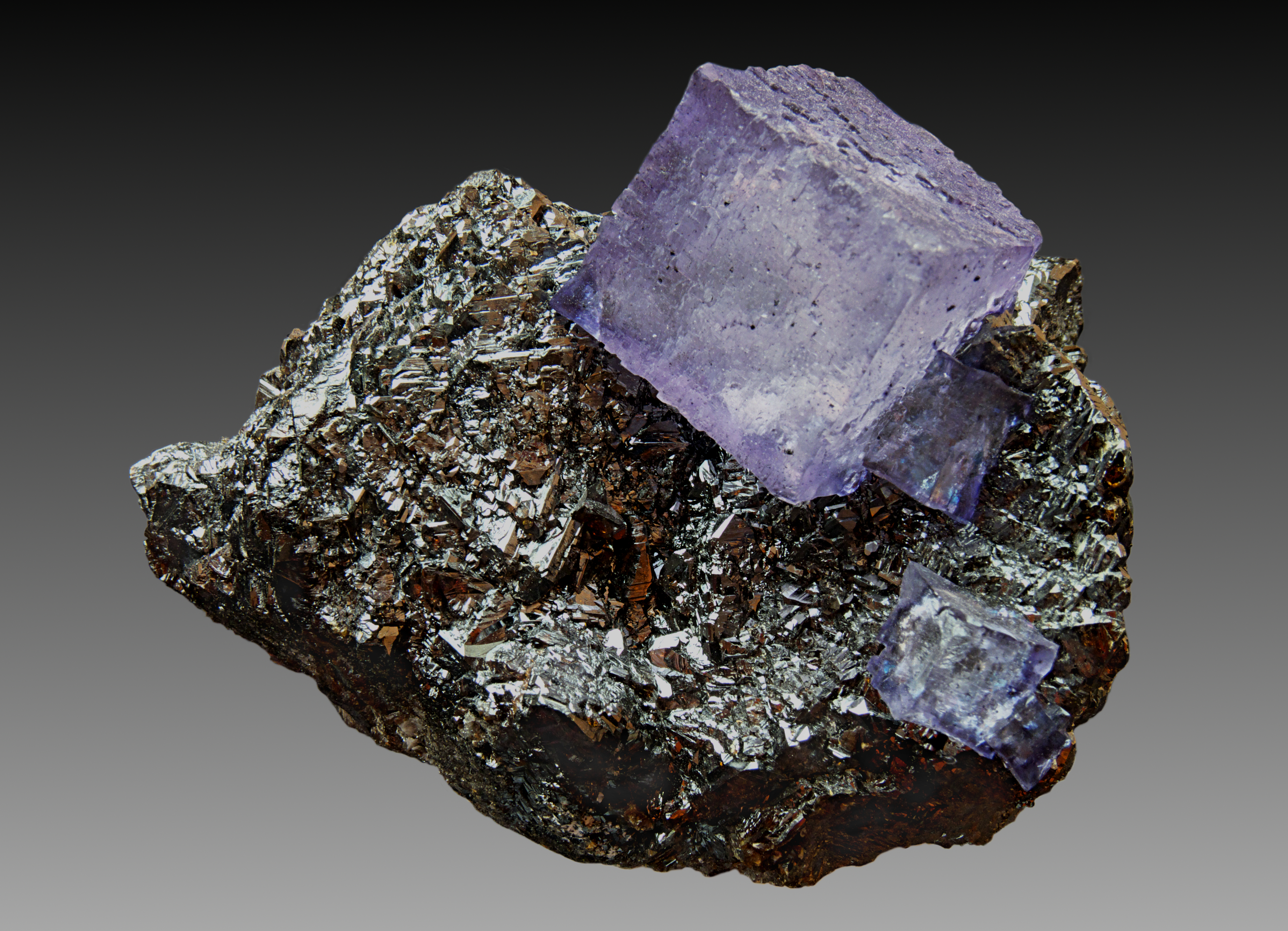
来自美国田纳西州史密斯县Elmwood矿的紫色萤石和闪锌矿
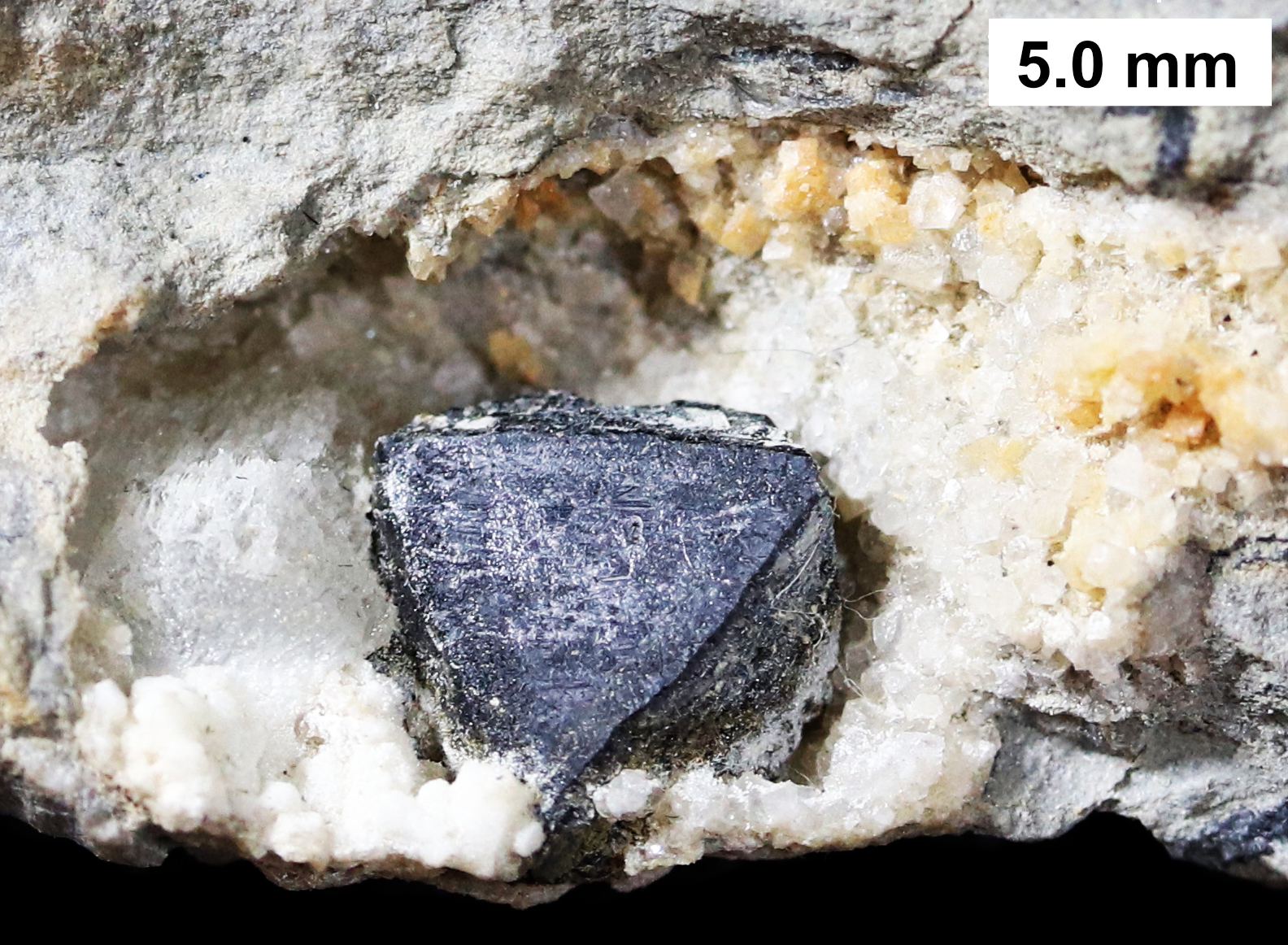
大地腕足动物中的闪锌矿晶体

## 延伸閱讀
- Dana's Manual of Mineralogy ISBN 0-471-03288-3
- Webster, R., Read, P. G. (Ed.) (2000). Gems: Their sources, descriptions and identification (5th ed.), p. 386. Butterworth-Heinemann, Great Britain. ISBN 0-7506-1674-1